# Premsdorfer See
Der Premsdorfer See ist ein 14 Hektar umfassender Waldsee in Görsdorf, einem Ortsteil der brandenburgischen Gemeinde Tauche im Landkreis Oder-Spree.
Der langgestreckte Rinnensee ist Teil einer fünfteiligen Seenkette, die vom Blabbergraben verbunden und von Nord nach Süd in die Krumme Spree zwischen Kossenblatt und Werder entwässert wird. In dieser Kette ist er das größte und von Norden gesehen vorletzte Gewässer. Der See gehört zum Naturpark Dahme-Heideseen.

## Geographie und Naturraum

### Geologie
Der Premsdorfer See liegt auf der Beeskower Platte, die als Nr. 824 in den Naturräumlichen Haupteinheiten Deutschlands in der Haupteinheitengruppe Nr. 82 Ostbrandenburgisches Heide- und Seengebiet geführt wird. Im Untergrund der Platte überwiegen Saaleeiszeitliche Grundmoränenflächen, die weitgehend von flachwelligen Endmoränenbildungen der letzten Eiszeit überlagert werden. Der See gehört zur fünfteiligen Seenrinne des Blabbergrabens, die im Norden mit dem Herzberger See beginnt. Die glaziale Rinne des Blabbergrabens verläuft parallel zur westlichen Scharmützelsee-Glubigseen-Rinne, deren Schmelzwasser ursprünglich wie die der Blabbergrabenrinne nach Süden Richtung Baruther Urstromtal flossen, deren Abflussrichtung sich allerdings nacheiszeitlich nach Norden zum Berliner Urstromtal umgekehrt hat.

### Orte und Umgebung
Der vollständig siedlungsfreie und rundum bewaldete Natursee liegt im Westen der Gemarkung Görsdorfs. Der Dorfkern Görsdorfs (Kirche) befindet sich rund 1,4 Kilometer südöstlich des Gewässers. Der namengebende Ort Premsdorf gehört als Wohnplatz zu Görsdorf und befindet sich rund 300 Meter östlich der Seesüdspitze. Das Westufer der Nordbucht bildet die Gemarkungsgrenze zu Ahrensdorf, einem Ortsteil der Nachbargemeinde Rietz-Neuendorf. Ahrensdorf ist Namengeber für den nach einer Distanz von lediglich rund 120 Metern nördlich anschließenden Ahrensdorfer See. Auf diesem kurzen Stück passiert der verbindende Blabbergraben einen kleinen, in etwa runden See mit einem Durchmesser von etwa 35 Metern, der dicht an der Südspitze des Ahrensdorfer Sees liegt. Zwischen den beiden Seen verläuft einer der regionalen Hauptwanderwege. Zudem können beide Seen auf Wanderwegen umrundet werden.
Südlich des Premsdorfer Sees führt die Landesstraße 422 vorbei, die Ahrensdorf mit Görsdorf verbindet und die Dörfer großräumig an die Bundesstraße 246 in Beeskow oder Wendisch Rietz anschließt. Der Blabbergraben erreicht im weiteren Verlauf Richtung Spree nach rund 1,6 Kilometern das Bodendenkmal Blabbermühle und nach weiteren rund 200 Metern die ehemalige Blabberschäferei (siehe Abbildung unten, Schmettausches Kartenwerk), die 1968 von dem Schriftsteller Günter de Bruyn als Wohnsitz gekauft wurde. Beide Plätze werden unter dem Namen Blabber als Wohnplatz von Görsdorf geführt.

## Gewässerprofil

### Entwicklung und Struktur

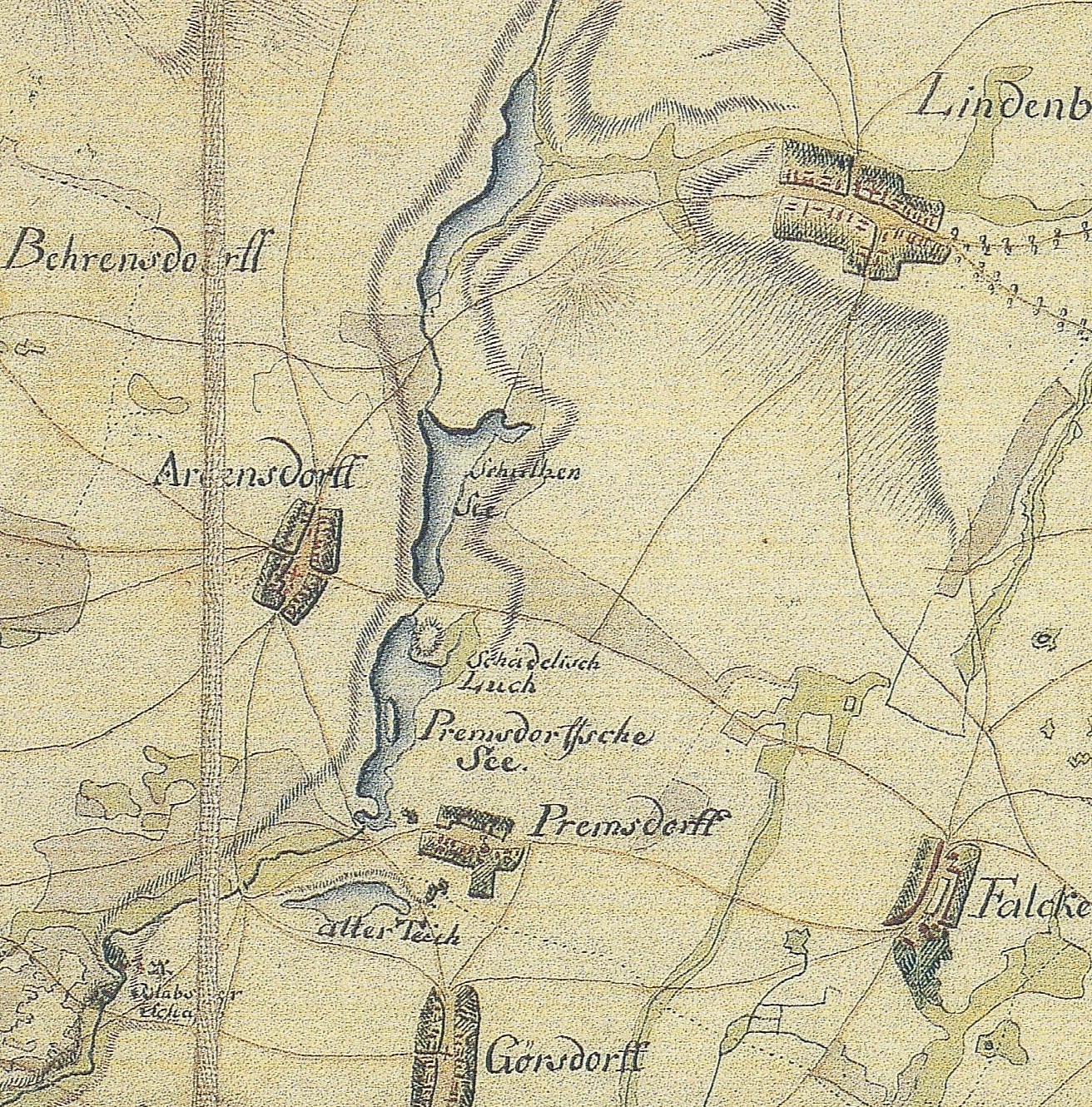
Teil der Blabbergrabenrinne im Schmettauschen Kartenwerk von 1767/1787. Von Nord nach Süd: Lindenberger See, Ahrensdorfer See (hier noch als Schultzen See bezeichnet), Premsdorfer See, Blabberschäferei.

Gegenüber der Darstellung im nebenstehenden Schmettauschen Kartenwerk von 1767/1787 hat sich die Form des Sees teils erheblich verändert. So ist beispielsweise der Seearm westlich der eingezeichneten Insel verlandet, sodass der See heute um den verlandeten Teil mit der ehemaligen Insel eine Kurve beschreibt. Der im Vergleich zu den anderen vier Seen der Niederung stark strukturierte See zieht sich heute im oberen Fünftel, in dem er mit rund 150 Metern seine zweitgrößte Breite erreicht, von Nord nach Süd. Das nächste Fünftel verläuft bei in etwa gleichbleibender Breite von Nord nach Südost. Der anschließende Teil knickt wieder Richtung Süden ab und verengt sich kontinuierlich. Danach beschreibt der See einen engen Bogen erst nach Westen und dann nach Süden. In diesem Teil verengt er sich mit rund 32 Metern auf Flussbreite. Das letzte Fünftel verbreitert sich wieder mit je zwei Buchten im Westen und Osten auf maximal rund 200 Meter und läuft anschließend spitz nach Süden aus.
Seine gesamte Länge von Nord nach Süd/Südwest liegt bei rund 1,33 Kilometern. Der Umfang des Premsdorfer Sees beträgt 3,309 Kilometer, die Fläche 14,2583 Hektar. Seine maximale Tiefe wird mit sechs Metern angegeben. Der Wasserstand liegt 59,9 m ü. NHN.

### Zu- und Abfluss
Der Zu- und Abfluss erfolgt durch den Blabbergraben, der im mittleren Verlauf – insbesondere in den Sommermonaten – allerdings oft trocken liegt. Der Graben ist Teil des „Gewässerentwicklungskonzepts (GEK) Krumme Spree“ zur naturnahen Entwicklung von Fließgewässern im Rahmen der EU-Wasserrahmenrichtlinie (WRRL), das die Durchgängigkeit des teils verrohrten Bachs wiederherstellen will.
Zudem existiert nach wie vor der im Schmettauschen Kartenwerk eingezeichnete kleine Zufluss, der die noch vorhandene vermoorte Niederung am Nordostufer – im Schmettauschen Kartenwerk als Schädelisch Luch bezeichnet – entwässert.

## Flora und Fauna
Der Premsdorfer und der Ahrensdorfer See sind von einem reich strukturierten Mischwald umgeben. Während in den Hangbereichen Kiefern dominieren, werden die Ufer vor allem von Erlen, Birken und Eichen gesäumt. Zudem kommen Douglasien, Weißbuchen, Lärchen und Fichten vor. Die naturnahen Uferbereiche des Premsdorfer Sees werden weitgehend von einem dichten Röhrichtgürtel eingenommen.
Der See wird von Anglern und von der Berufsfischerei genutzt. Im See kommen die laut Roter Liste Brandenburg im Bestand zurückgehenden Zander und Aale vor. Zu den Hauptfischarten zählen Hecht, Barsche, Schleie, Karpfen, Silberkarpfen, Marmorkarpfen, Graskarpfen, Brasse, Rotauge (Plötze), Rotfeder und Wels.

## Geschichte

### Ersterwähnung und Name
Schriftlich verzeichnet wurde der See erstmals im Jahr 1694 mit der Angabe den Kleinen See bey Premsdorff. Im Jahr 1721 wurde er als Premßdorffer See und im Schmettauschen Kartenwerk 1767/1787 als Premsdorffsche See vermerkt. Spätestens in der Preußischen Uraufnahme von 1846 findet sich die heutige Schreibweise Premsdorfer See.
Benannt ist er nach dem 1460 als Permßdorff, Prenißdorf ersterwähnten Ort, dessen Name auf die mittelniederdeutsche Grundform Prem(ysl)sdörp = Dorf, das nach einem Mann namens Premysl oder Prem benannt wurde zurückgeführt wird. Dem slawisch-deutschen Mischnamen liegt die altsorbische Kurzform Prem von Vollnamen wie Premyslav zugrunde.

### Wassermühle

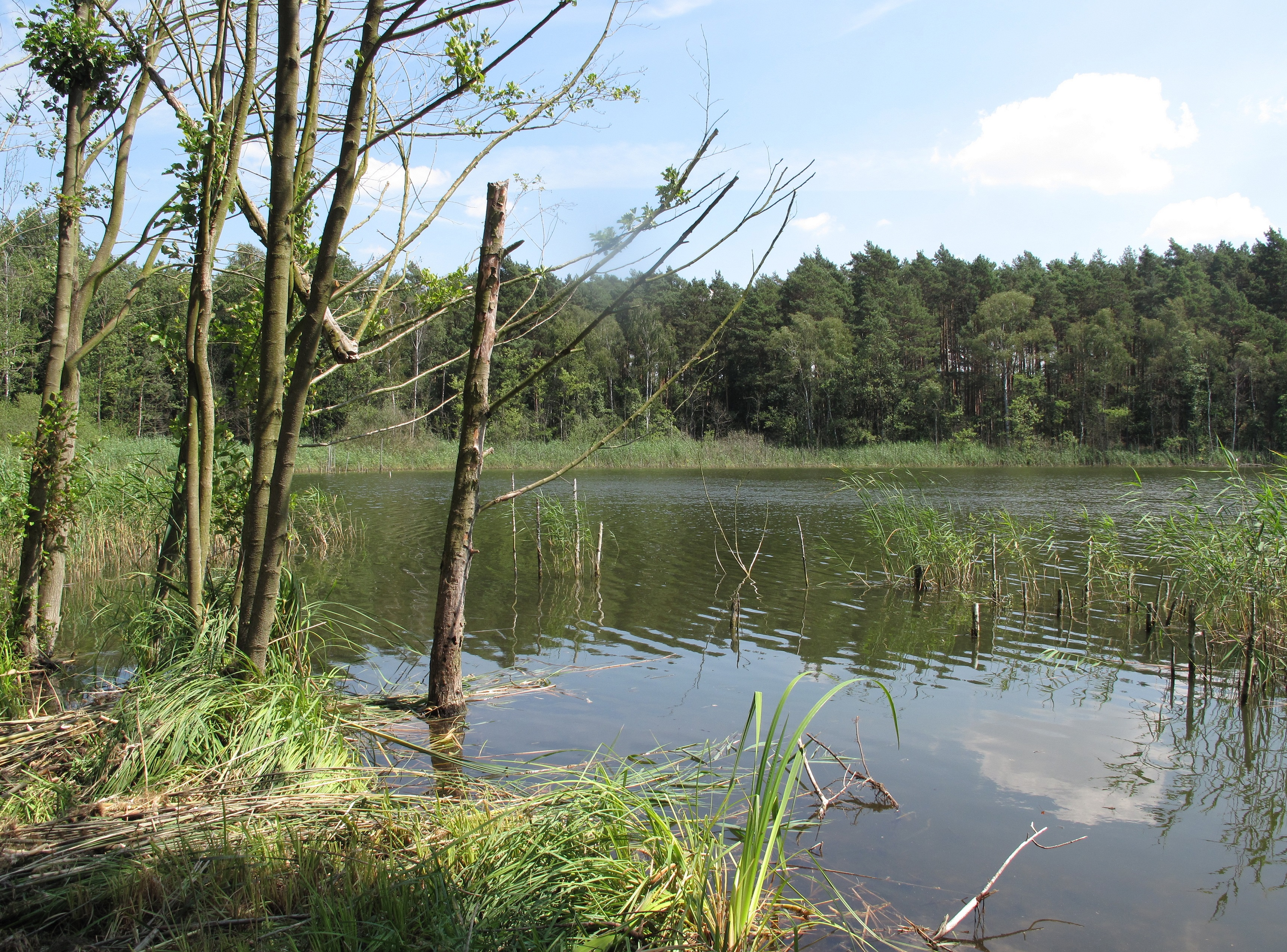
Nordbucht, Blick vom Westufer nach Osten

Neben den drei bekannten Wassermühlen des Blabbergrabens (Grundmühle, Blabbermühle, Drobschmühle) bestand am Südausgang des Premsdorfer Sees möglicherweise eine weitere Mühle. Nach Angabe des Historischen Ortslexikons (HOL) war Premsdorf bei der Ersterwähnung 1460 als Dorf mit Mühle verzeichnet. Diese Mühle ist allein 1460 vermerkt, in späteren Angaben des im Dreißigjährigen Krieg (1618 bis 1648) komplett wüst gefallenen (Angabe für 1641) und ungefähr ab 1652 wiederbesetzten Dorfs taucht sie nicht mehr auf. Überdies bleibt unklar, ob es sich dabei um eine Wasser- oder Windmühle handelte.

### Ankauf durch das Land 2012
Der Premsdorfer See stand bis Mitte 2012 unter der Verwaltung der BVVG Bodenverwertungs- und -verwaltungs GmbH, einem Unternehmen der Bundesrepublik Deutschland für die Verwaltung, Verpachtung und den Verkauf von land- und forstwirtschaftlichen Flächen auf dem Gebiet der neuen Bundesländer. Um die vom Bund vorgesehene Privatisierung von brandenburgischen Gewässern zu verhindern, setzte die Landesregierung 2012 aufgrund von Protesten von Anwohnern, Umweltverbänden und Politikern nach zweijährigen Verhandlungen den Kauf von 80 betroffenen Gewässern für knapp vier Millionen Euro durch, darunter der Premsdorfer See. Wie die Diplom-Agronomin und Politikerin Bettina Fortunato (Die Linke), Abgeordnete des Landtages Brandenburg, mitteilte, bildete die Landesregierung eine interministerielle Arbeitsgruppe, um die Interessenlagen für die einzelnen Seen zu sondieren und gegebenenfalls die Übertragung an interessierte Kommunen vorzubereiten. Für die künftige Nutzung sollten die Tourismusentwicklung, Fischereiwirtschaft, der Natur- und Gewässerschutz sowie kommunale Interessen im Vordergrund stehen.